# حي الضباط (الزرقاء)
حي الضباط هو أحد أحياء مدينة الزرقاء بالأردن، ومن أكثرها شعبية. يقع بجانب حي جناعة، ويتوفر به مجموعة من الأماكن الأساسية، مثل الحلاقين والبقالات ومحلات بيع الكاز والغاز والمطاعم وغيرها من الأماكن. سمي بحي الضباط نسبة إلى نادي الضباط الموجود به. [هل المصدر موثوق به؟]